# Церковь Николая Чудотворца (Новосиль)
Церковь Николая Чудотворца — действующий православный храм в городе Новосиле Орловской области.

## История храмов Новосиля
В письменных источниках о Новосиле 1-й четверти XVII века упомянуто пять деревянных церквей: в крепости — Соборная Успения Пресвятой Богородицы (действующая); через овраг на посаде — Николая Чудотворца (действующая); в Стрелецкой слободе — страстотерпца Христова Георгия (действующая); Рождества Иоанна Предтечи и Ильинская с приделами Святых Флора и Лавра («стояли без пения»). В городской черте находился также Ильинский женский монастырь (упразднён в 1764 в результате секуляризационной реформы), на территории которого около 1764 года была построена кирпичная церковь во имя Казанской иконы Божией Матери. В 1802 году на западной окраине города была построена новая кирпичная церковь Казанской иконы Божией Матери — бесприходная кладбишенская.
До нынешнего времени (2023) сохранилась только Никольская.

## Описание
В письменных источниках церковь упоминается за 1615 год в «Дозорной книге города Новосиля и Новосильского уезда дозорщика Петра Есипова да подьячего Венедикта Махова», где написано «На посаде ж церковь Николы Чюдотворца, древеная, клетцки. Строенья та церковь и в церкве образы и книги, и всякое строенья приходцкое».

В 1626 году эта же деревянная церковь с приделами Иоанна Предтечи и Великой Христовомученицы Прасковьи Пятницы упомянута в «Писцовой книге церквей, посадских дворов, лавок, кузниц города, письма и меры писцов: Константина Пущина и подьячего Бориса Иванова»: «В Новосили на площади церковь Николы Чюдотворца, древяна, попово строенья».
Деревянная церковь существовала на своём прежнем месте до 1810 года. В 1810—1813 гг. на новом месте в центре на площади, на средства прихожан — купцов и лавочников, была построена трапезная церковь с приделами Иоанна Предтечи и Параскевы Пятницы, а в 1838 (по другим данным в 1833) построен и освящён каменный храм Николая Чудотворца. Каменную колокольню построили в 1858 году. В состав прихода входили: часть самого города; деревни Тюково (Петровка), Сорочий Мост; сельцо Чернышено. В приходе с 1894 года действовала церковно-прихо́дская школа, а в Тюкове и Чернышене — школы грамоты. В 1930-х была закрыта, сломаны венчания. В 1935 здание отремонтировали и устроили в нём молодёжный клуб. В годы Великой Отечественной войны здание сильно пострадало от пожаров и немецких артобстрелов. Была разрушена часть колокольни. В 1960 году здание вновь отремонтировали. Кирпич брали с разрушенной колокольни и часовни, которая осталась от разрушенного Успенского Собора. После ремонта здесь разместился клуб СПТУ механизации сельского хозяйства.
В 1989 году возвращена РПЦ. В 1995—1997 годах при участии архитектора М. Б. Скоробогатова построена новая четырёхъярусная колокольня с куполом и шпилем с крестом. Купол колокольни покрыт оцинкованным железом, вершина шпиля, шар и крест — сусальным золотом.

## Духовенство
- Настоятель храма — протоиерей Василий Сорока[8]